# Janno Lieber
John Nathan „Janno“ Lieber (* 19. September 1961) ist ein US-amerikanischer Manager und öffentlich Bediensteter. Als Vorsitzender des Board of Directors und CEO der Metropolitan Transportation Authority ist er seit 2021 verantwortlich für wesentliche Teile des öffentlichen Personenverkehrs in der Metropolregion New York.

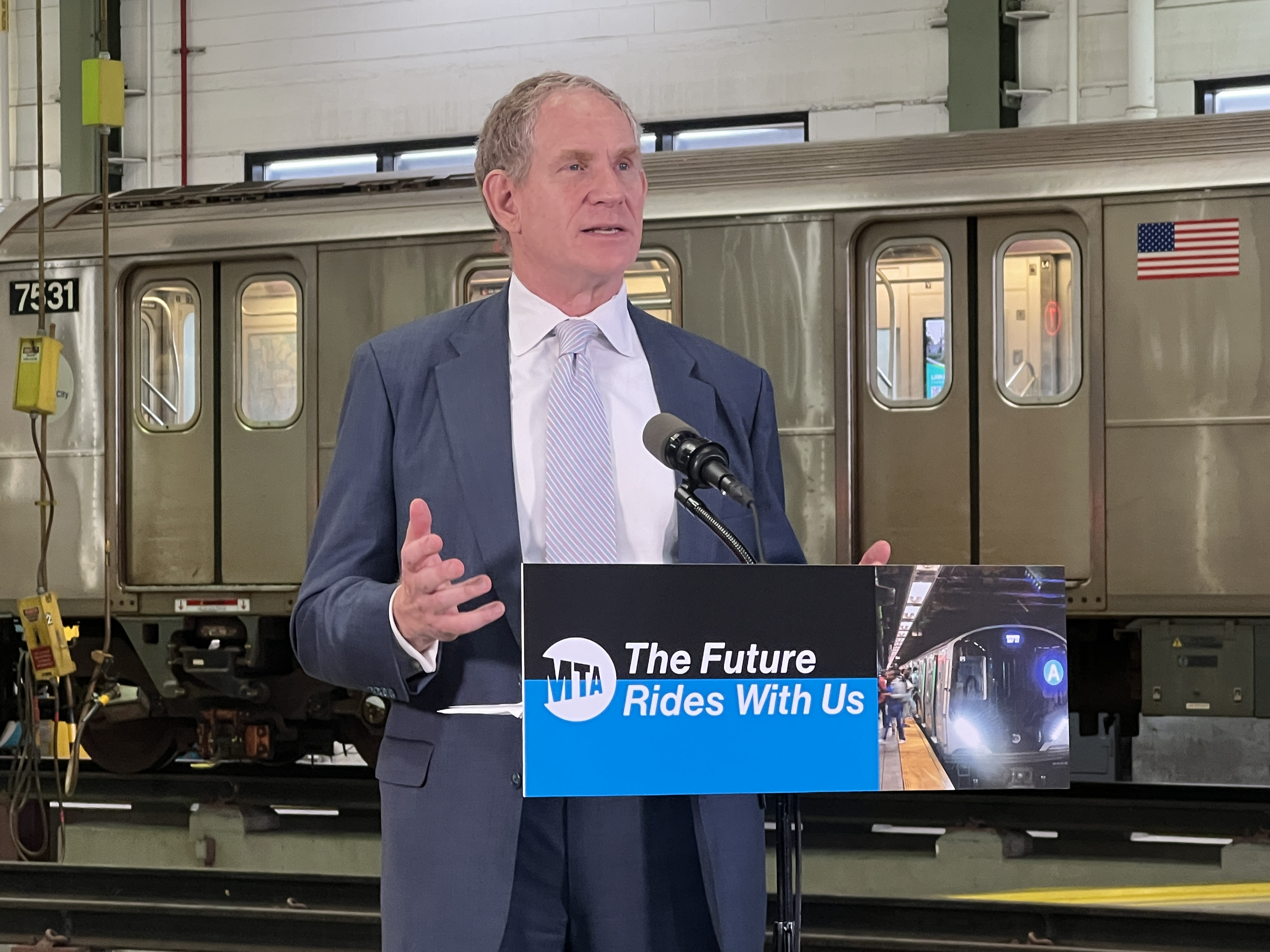
Janno Lieber (2024)

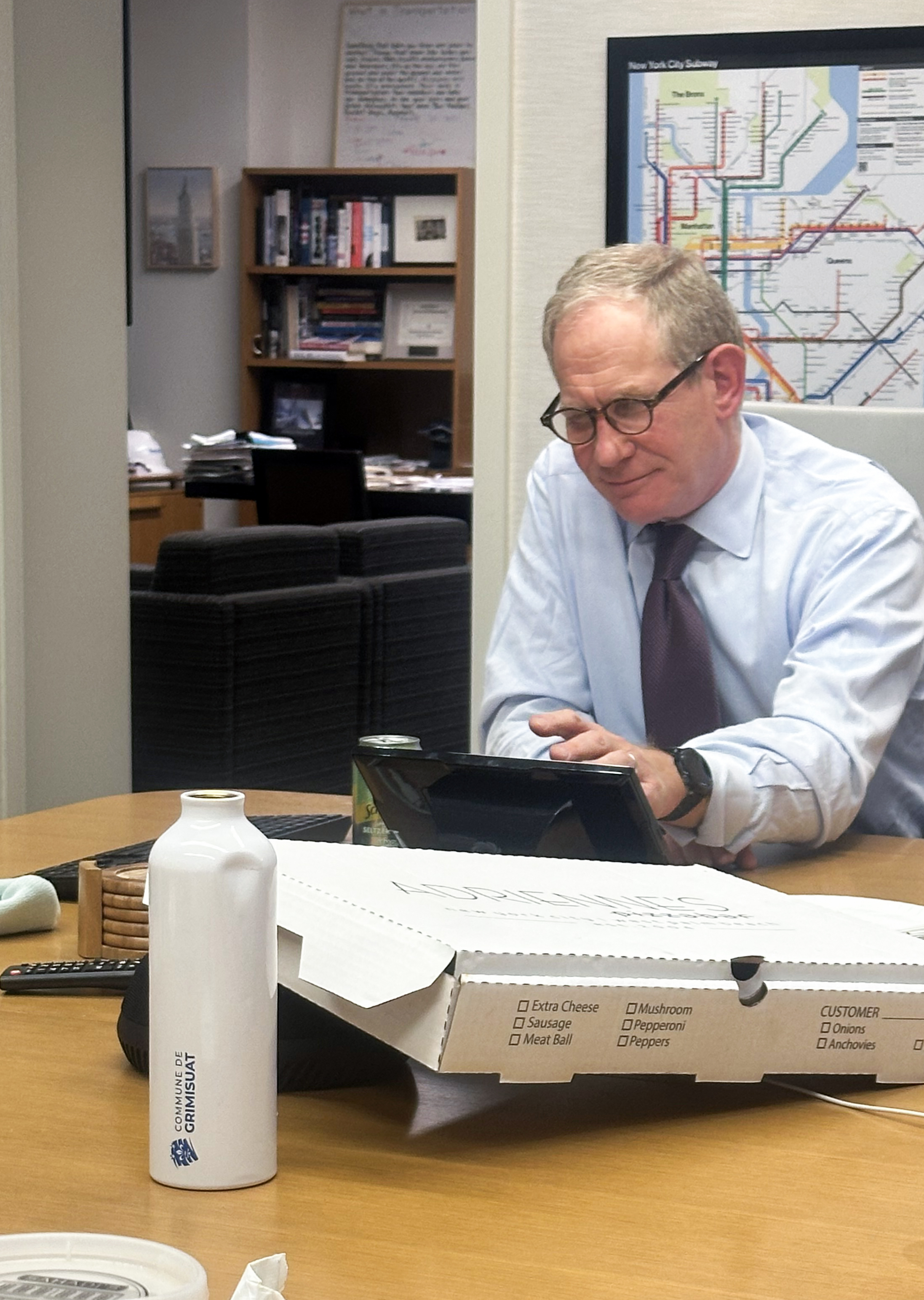
Janno Lieber in seinem Büro im Hauptsitz der MTA (2025)

## Leben
Janno Lieber ist eines von vier Kindern des Ehepaares Mimi Levin Lieber und Charles D. Lieber. Seine Geschwister sind James E. „Jed“ Lieber, George „Theo“ Lieber und Gabrielle „Angie“ Lieber.
Mimi Levin Lieber (geb. Miriam Leah Levin, 1928–2021) war eine Soziologin mit Master-Abschluss der University of Chicago, die Pionierarbeit im Bereich der Konsumentenforschung mit Fokusgruppen leistete und im Board of Regents of the University of the State of New York Aufsicht über das Bildungswesen im Bundesstaat New York führte. Charles D. Lieber († 2016) war seit 1980 President der Hebrew Publishing Company mit Sitz in New York. Er war Vorsitzender der Reconstructionist Foundation (Rekonstruktionismus).
Zahlreiche Mitglieder der Familie Levin/Lieber sind und waren im öffentlichen Dienst und in der Politik auf lokaler, bundesstaatlicher und nationaler Ebene aktiv, darunter Carl Levin, Sander M. Levin und Andy Levin für den Bundesstaat Michigan.
Janno Lieber ist mit Amy Glosser verheiratet. Das Ehepaar lebt im Brooklyner Stadtteil Flatbush. Auf seinem Arbeitsweg nach Lower Manhattan steigt er im U-Bahnhof Atlantic Avenue–Barclays Center zwischen den Linien  und  um, und legt sich persönlich mit Schwarzfahrern an. In den 1980er und 1990er Jahren wohnte er in Harlem.

## Wirken
Janno Lieber absolvierte 1979 die Collegiate School in New York. Er hat Abschlüsse in Rechtswissenschaften der Harvard University (Bachelor) und der NYU School of Law (Juris Doctor).
In den 1980er Jahren war Lieber Redakteur beim Politikmagazin The New Republic.
Er arbeitete zunächst als Jurist bei der New Yorker Rechtsanwaltskanzlei Patterson Belknap Webb & Tyler. Unter New Yorks Mayor Ed Koch war Lieber bei der Stadtverwaltung Berater in Verkehrsfragen. Unter US-Präsident Bill Clinton war Lieber vier Jahre lang im Verkehrsministerium der Vereinigten Staaten tätig, zeitweise als Deputy Assistant Secretary und als kommissarischer Assistant Secretary for Policy.
Danach war er beim Immobilienentwickler Lawrence Ruben Company, einst Bauherr des One Dag Hammarskjöld Plaza, mit öffentlich-privaten Partnerschaften befasst. Als Consultant hatte er Aufträge der Verkehrsgesellschaften Chicago Transit Authority und New Jersey Transit sowie der Firma Penn Station Redevelopment, die mit dem Umbau des James Farley Post Office zum Bahnhofsgebäude Moynihan Train Hall befasst war.
Ab 2003 arbeitete Lieber bei Silverstein Properties als Projektleiter an vier Gebäuden der World Trade Center Site. 2015 war er dort President der Firma World Trade Center Properties.
Gouverneur Andrew Cuomo gewann ihn 2017 als Chief Development Officer für die mit Neubauten und Bauwerksunterhalt befasste MTA Construction and Development Company der staatlichen Verkehrsgesellschaft Metropolitan Transportation Authority (MTA).
Der 2021 politisch bereits angeschlagene Gouverneur schlug Sarah E. Feinberg in Nachfolge Pat Foyes für den Vorsitz des Aufsichtsrates der MTA vor. Cuomo beabsichtigte, die Funktion der Aufsichtsratsvorsitzenden und des Chief Executive Officers der MTA voneinander zu trennen, wie es bis 2007/2008 bereits der Fall gewesen war. Sein Ansinnen, dabei die künftige Besetzung des CEO der Kontrolle durch die New York State Legislature zu entziehen, wurde von dem Parlament abgelehnt. Der in der Doppelspitze als CEO vorgesehene Janno Lieber erhielt danach kommissarisch beide Ämter.
Lieber wurde am 20. Januar 2022 auf Vorschlag Gouverneurin Kathy Hochuls vom Senat von New York als CEO und 15. Vorsitzender der MTA bestätigt. Er hat Verantwortung für mehr als 60.000 Mitarbeiter.